# Domino Day
Der Domino Day war eine jährliche Veranstaltung von 1998 bis 2009 (mit Ausnahme 2003), die unter Begleitung des Fernsehsenders RTL stattfand und bei der jedes Mal versucht wurde, einen neuen Weltrekord an gefallenen Steinen in einer Domino-Kettenreaktion, dem sogenannten Dominoeffekt, aufzustellen. Erfinder und Organisator der Veranstaltung war der Niederländer Robin Paul Weijers. Wegen finanzieller Schwierigkeiten wurde nach 2009 kein weiterer Domino Day veranstaltet.
Für das Jahr 2020 plante das niederländische Produktionsunternehmen EndemolShine Nederland einen neuen Domino Day, welcher im Herbst ausgestrahlt werden sollte. Wegen der Corona-Krise wurde die Sendung auf März 2021 verschoben. Am 8. September 2020 wurde die Übertragung wegen zu großer finanzieller Risiken auf unbestimmte Zeit verlegt.

## Unternehmen
Das Unternehmen hinter dem Domino Day war Weijers Domino Productions B. V. Die Planungen für den alljährlichen Weltrekordversuch begannen jeweils bereits im März und reichten bis in den Juli hinein. In diesem Zeitraum wurden Felder und Projekte entworfen, Techniken entwickelt und an der Show gearbeitet. Im August fand die Auswahl der Aufbauer statt und einen Monat später wurde meist mit dem Präparieren der Halle begonnen, um im November den Domino Day stattfinden zu lassen. Im Juli wurden die Dominosteine für den wochenlangen Aufbau durch einen niederländischen Hersteller angefertigt und ausgeliefert. Die verwendeten Steine wurden nach dem Rekordversuch für das nächste Jahr wieder eingeschmolzen. Da jedoch die Nachfrage nach Dominosteinen stetig stieg, entwickelte die Weijers Domino Productions unter dem Namen Mr. Domino neue Steine, die seit September 2009 online verkauft werden. In diesen ist das Mr.-Domino-Logo eingraviert.
Nach der Absage des Domino Days 2011 haben beide von Robin Weijers gegründeten Unternehmen einen Insolvenzantrag gestellt. Weijers Domino Productions und Mr. Domino werden jedoch unter dem Produktionsunternehmen One 4 New TV, das ebenfalls Weijers gehört, weitergeführt.

## Allgemeines

### Dominosteine

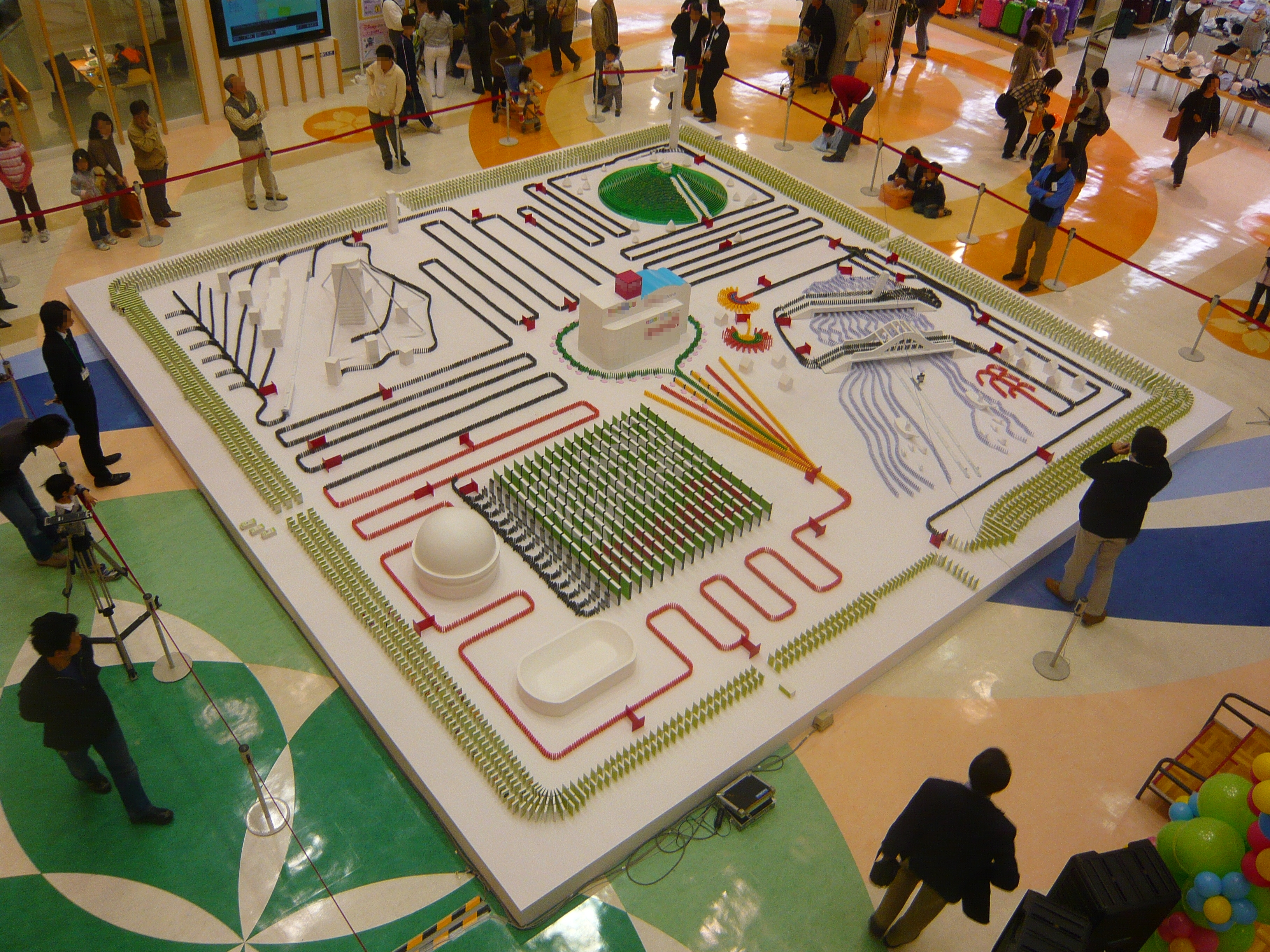
Ein Dominofeld (dieses stammt nicht von einem Domino Day)

Die Dominosteine sind 4,8 cm × 2,4 cm × 0,7 cm groß und haben je nach Farbe ein unterschiedliches Gewicht, sind jedoch mindestens 8 Gramm schwer, um gegebenenfalls auch unter Wasser fallen zu können. Es gibt sie in mehr als 250 Nebenfarben.
Um beim Fallen der Steine besondere Effekte zu erzielen, gab es bestimmte Dominos, bei denen Vorder- und Rückseite unterschiedliche Farben hatten; manche waren mit Fotofolien beklebt, um Bilder erscheinen zu lassen. Beim Domino Day 2009 wurden insgesamt 4.800.000 Dominosteine aufgebaut.

### Effekte
Robin Paul Weijers und sein Team tüftelten in der Vorbereitung zum Domino Day die zahlreichen Variationen des Dominoeffekts aus. Während der Kettenreaktion soll keine Energie von außen in das Projekt einfließen (Menschen, Motoren oder sonstige Elektronik), sondern jeder Effekt muss rein mechanisch durch den ursprünglich angestoßenen Dominostein ausgelöst werden. Dies verlangt Guinness World Records für die Anerkennung eines Rekords, was durch einen zuständigen Notar zu überprüfen ist.

### Bauweise
In Verbindungslinien wurden die Dominosteine in Zweierreihen mit sogenannten „Kämmen“ (Hilfswerkzeug für die Aufbauer, das wie ein Kamm aussieht und in dessen Zacken die Dominosteine hineingestellt werden) nebeneinander aufgestellt. Andererseits wurden auch Kurven oder Gebäude konstruiert, die beispielsweise mit Hilfe von Pinzetten aufgebaut wurden.

### Titelmelodie
Die Titelmelodie der TV-Show ist eine Eigenproduktion und wurde seit dem Domino Day 2004 benutzt. Die frühere Version war ein Teil aus dem Lied Dominoes von Robbie Nevil.

### Domino-Hallen
Da bei jedem Domino Day versucht wurde, mehr Steine als im Vorjahr aufzubauen und zum Umfallen zu bringen, wurden im Verlauf der Zeit immer größere Hallen benötigt. Der erste Rekordversuch wurde 1998 in der FEC-Halle in Leeuwarden unternommen. Im darauf folgenden Jahr zog man in die Prins-Bernhard-Halle in Zuidlaren um, wo man auch 2000 den Rekordversuch veranstaltete. 2001 fand der Domino Day im Maastrichts Expositie en Congres Centrum in Maastricht statt. Ab dem Jahr 2002 war das Weltrekordevent in einem Messekomplex in Leeuwarden beheimatet. Die dort genutzte Halle hat eine Fläche von 10.000 Quadratmetern.

### Herausforderungen
Die so genannten „Herausforderungen“ (Challenges) sind Aufgaben, bei denen die Dominoaufbauer, meistens zwei, erst nach Anstoß der Kettenreaktion eine Verbindungslinie in einer bestimmten Zeit (meist 2 Minuten) aufbauen mussten. Gelang ihnen dies, so fiel ein großes Dominofeld, welches wichtige Steine für den Rekord lieferte. Welche der über 90 Aufbauer die Herausforderung zu bestreiten hatten, entschied Erfinder und Organisator Robin Paul Weijers. Endgültig wurden die Namen jedoch immer erst wenige Minuten vor Beginn einer Herausforderung bekanntgegeben.
| Aufgabe | Anzahl der aufgestellten Steine | Beschreibung der Aufgabe                                                                     | Bestanden |
| ------- | ------------------------------- | -------------------------------------------------------------------------------------------- | --------- |
| 1       | 100.000                         | Es müssen 400 Steine auf einen 7,2 Meter langen Holzbalken in 10 Minuten aufgestellt werden. | Ja        |
| 2       | 100.000                         | Es müssen 250 Steine auf eine 2 Meter hohe Wendeltreppe in 12 Minuten aufgestellt werden.    | Nein      |
| 3       | 100.000                         | Es muss mit 300 Steinen eine Strecke von 5 Metern überbrückt werden.                         | Nein      |

| Aufgabe | Anzahl der aufgestellten Steine | Beschreibung der Aufgabe                                                                            | Bestanden |
| ------- | ------------------------------- | --------------------------------------------------------------------------------------------------- | --------- |
| 1       | 50.000                          | Arche Noah: 7 Aufbauer müssen 7 Dominotürme bauen, um die notwendige Verbindung herzustellen.       | Ja        |
| 2       | 100.000                         | Don Quijote: Ein Aufbauer muss drei Lücken in einer Domino-Reihe füllen.                            | Nein      |
| 3       | 150.000                         | Hamlet: Ein Aufbauer muss einen Balken hochhalten, auf dem ein anderer Bauer eine Dominoreihe baut. | Nein      |

| Aufgabe | Anzahl der aufgestellten Steine | Beschreibung der Aufgabe | Bestanden |
| ------- | ------------------------------- | --- | --------- |
| 1       | 400                             | Plattenspieler: Ein Aufbauer, der einen halben Meter über einem Dominofeld liegt, muss eine Reihe von Öffnungen mit Dominosteinen füllen, der andere bewegt den einen Aufbauer über das Feld. | Nein      |
| 2       | 4000                            | Kassettenrekorder: Ein Aufbauer bewegt ein Förderband, der andere muss eine Dominoreihe auf dem bewegenden Band aufstellen.                                                                   | Nein      |
| 3       | 40.000                          | CD-Player: Es gilt eine Dominoreihe auf eine rotierende Drehscheibe zu bauen. | Nein      |
| 4       | 400.000                         | MP3-Player: Es müssen acht Öffnungen mit 88 Dominosteinen in einer Domino-Linie gefüllt werden.                                                                                               | Ja        |

| Aufgabe | Anzahl der aufgestellten Steine | Beschreibung der Aufgabe | Bestanden |
| ------- | ------------------------------- | --- | --------- |
| 1       | 100.000                         | Geburt: Es muss eine Dominoreihe auf eine Waage, die einen Storch darstellt, im Gleichgewicht aufgestellt werden.                                                         | Nein      |
| 2       | 100.000                         | Pubertät: Es sollen acht große Dominosteine über eine Reihe kleinerer Dominosteine bewegt werden, ohne diese umzustoßen.                                                  | Ja        |
| 3       | 100.000                         | Midlife Crisis: Ein Aufbauer schickt einen anderen mit verbundenen Augen durch ein Labyrinth. Dieser soll dann am Ende einen großen Dominostein in einer Lücke abstellen. | Ja        |
| 4       | 400.000                         | Leben oder Tod: Es soll eine Dominoreihe auf einen rotierenden Sekundenzeiger gestellt werden.                                                                            | Nein      |

| Aufgabe | Anzahl der aufgestellten Steine | Beschreibung der Aufgabe | Bestanden |
| ------- | ------------------------------- | --- | --------- |
| 1       | 100.000                         | Party: Es soll ein Dominoreihe auf eine sich hebende Plattform gebaut werden.                                                                                 | Ja        |
| 2       | 100.000                         | Cocktail: Es müssen Dominosteine auf den Rand eines wackeligen Cocktailglases gestellt werden.                                                                | Nein      |
| 3       | 100.000                         | Ballons: Ein Aufbauer lenkt einen anderen über das Dominofeld, während dieser über das Feld verstreute Dominosteine schnappt, um sie in einer Linie zu bauen. | Ja        |
| 4       | 400.000                         | Luftblasen/Champagner: Es müssen einhändig Steine auf ein Tablett gestellt und diese dann in eine Pyramide eingebaut werden.                                  | Ja        |

| Aufgabe | Anzahl der aufgestellten Steine | Beschreibung der Aufgabe                                                                         | Bestanden |
| ------- | ------------------------------- | ------------------------------------------------------------------------------------------------ | --------- |
| 1       | 25.000                          | Erde: Eine Dominoreihe soll über einen Untergrund aus Sand gebaut werden.                        | Nein      |
| 2       | 25.000                          | Luft: Es soll eine Verbindung über 50 freihängede Schaukeln gebaut werden.                       | Nein      |
| 3       | 50.000                          | Wasser: Es soll eine Dominoreihe durch einen mit 720 Litern Wasser gefüllten Tank gebaut werden. | Nein      |
| 4       | 500.000                         | Feuer: Mit Zangen sollen Dominosteine aus Eisen auf eine brennende Querstange gestellt werden.   | Ja        |

## Sicherheitsmaßnahmen
Um zu verhindern, dass die Dominosteine zu früh umfallen, wurden diverse Vorkehrungen getroffen. So riegelte man die Halle vor Aufbaubeginn komplett luftdicht ab und führte eine Grundreinigung durch. Die Halle konnte ab diesem Zeitpunkt nur noch von befugten Personen durch eine Luftschleuse betreten werden, um Luftzüge zu verhindern.
Zwischen den Dominosteinen fanden immer wieder Sperren Verwendung, die ein größeres vorzeitiges Umfallen verhinderten. Kurz vor Beginn des Anstoßes öffneten Robin Weijers und sein Team die letzten Sperren elektronisch.
Trotz dieser Vorkehrungen kam es im Vorfeld des Domino Day 2005 zu einem Zwischenfall, bei dem ein Spatz (der sogenannte Domino-Spatz) in die Halle gelangte, über 23.000 Dominosteine vorzeitig zu Fall brachte und schließlich im Auftrag von Endemol durch einen Jäger getötet wurde. Dies führte zu Protesten und Aktionen von Tierschützern und einer Anzeige, bei denen sich unter anderem auch der deutsche Tierschutzbund beteiligte.

## Ausstrahlungen
Die Sendung wurde in zahlreiche europäische Länder vermarktet. Damit erreichte die Veranstaltung jedes Jahr ein flächendeckendes Millionenpublikum und gehörte zu den beliebtesten Direktübertragungen des Jahres.

## Team
Das Team bestand aus zahlreichen Mitarbeitern der Weijers Domino Productions b.v., die für die Planung und Organisation verantwortlich war und mehreren Aufbauern, die vor dem mehrwöchigen Aufbauen einem Casting unterzogen wurden, bei dem unter anderem die Englischkenntnisse und die Stressresistenz geprüft wurden. Da die Anzahl der aufzubauenden Steine von Jahr zu Jahr stieg, wurden im Laufe der Jahre auch immer mehr Helfer benötigt. Die Castings wurden von verschiedenen Fernsehsendern organisiert und bezahlt.
Robin Paul Weijers
ist Gründer der Weijers Domino Productions und Erfinder des Domino Days. Kein Mechanismus und kein Domino-Feld, das nicht vorher von ihm kontrolliert, getestet und für tauglich befunden worden war, durfte in der Kettenreaktion eingebaut werden.
Erwin Akkermann
war der leitende Notar, der mit seinen 16 Helfern den ganzen Abend alle stehengebliebenen Steine zählte und daher ermitteln konnte, ob ein neuer Weltrekord erreicht wurde oder nicht. Er besuchte schon Wochen vor dem Anstoß in regelmäßigen Abständen die Halle, um zu prüfen, wie man die Steine am besten zählt.
Die Field-Coaches
waren hauptsächlich dazu da, die Bauer zu koordinieren und bei kleineren Problemen auszuhelfen. Sie waren Hauptangestellte der Weijers Domino Productions und zum Teil auch an der mehrwöchigen Planung beteiligt.
Physio-Therapeuten
Die Physiotherapeuten beim Domino Day arbeiteten unter der Aufsicht von Jochum van Brummelen. Sie halfen den Aufbauern bei Verspannungen, Verrenkungen und anderen Problemen. Die meisten Aufbauer waren das stundenlange Arbeiten auf dem Boden und die damit verbundenen Körperpositionen nicht gewohnt.

## Informationen zu den Domino Days

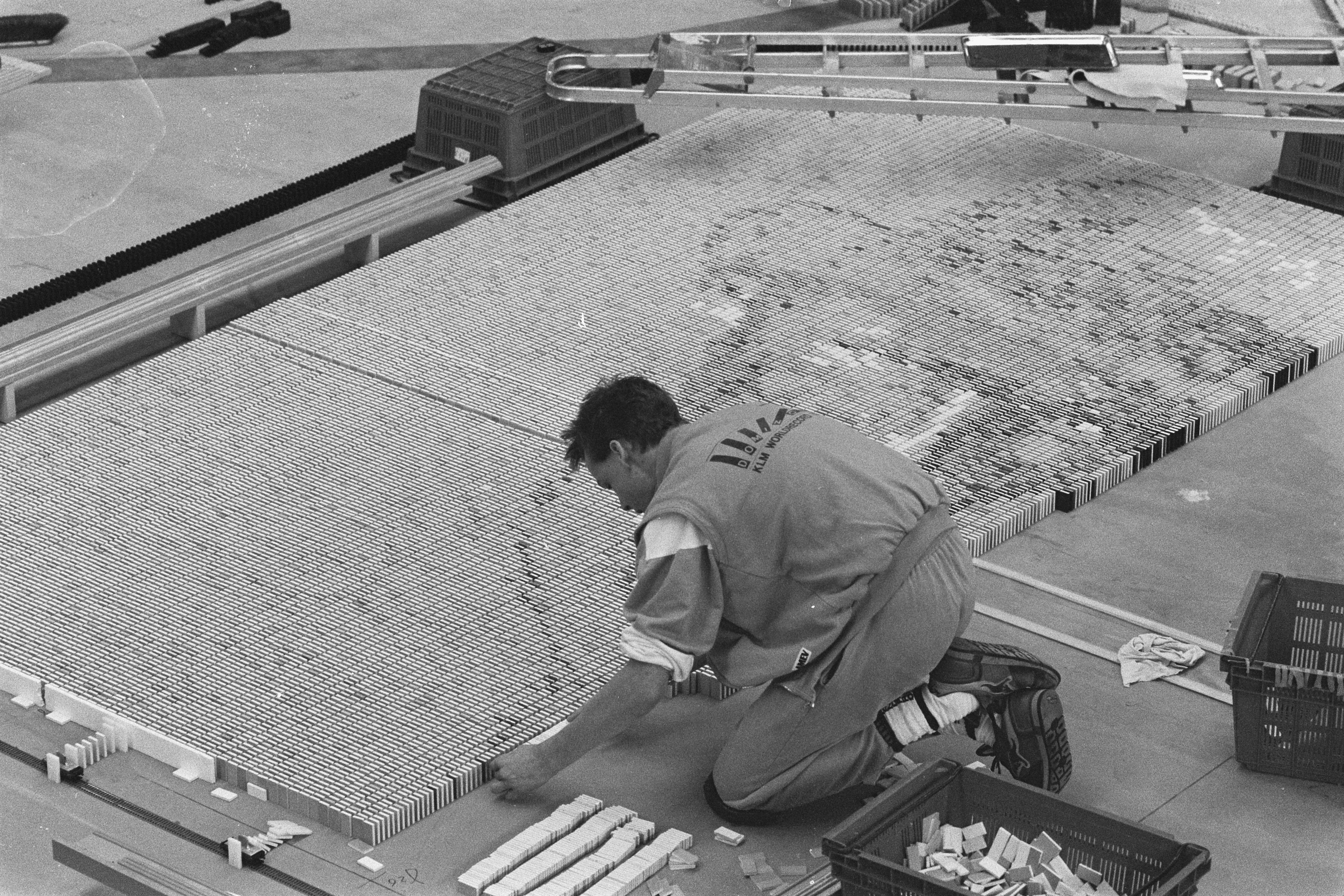
Aufbau zur ersten Domino-Veranstaltung (Domino 1986) in Lisse

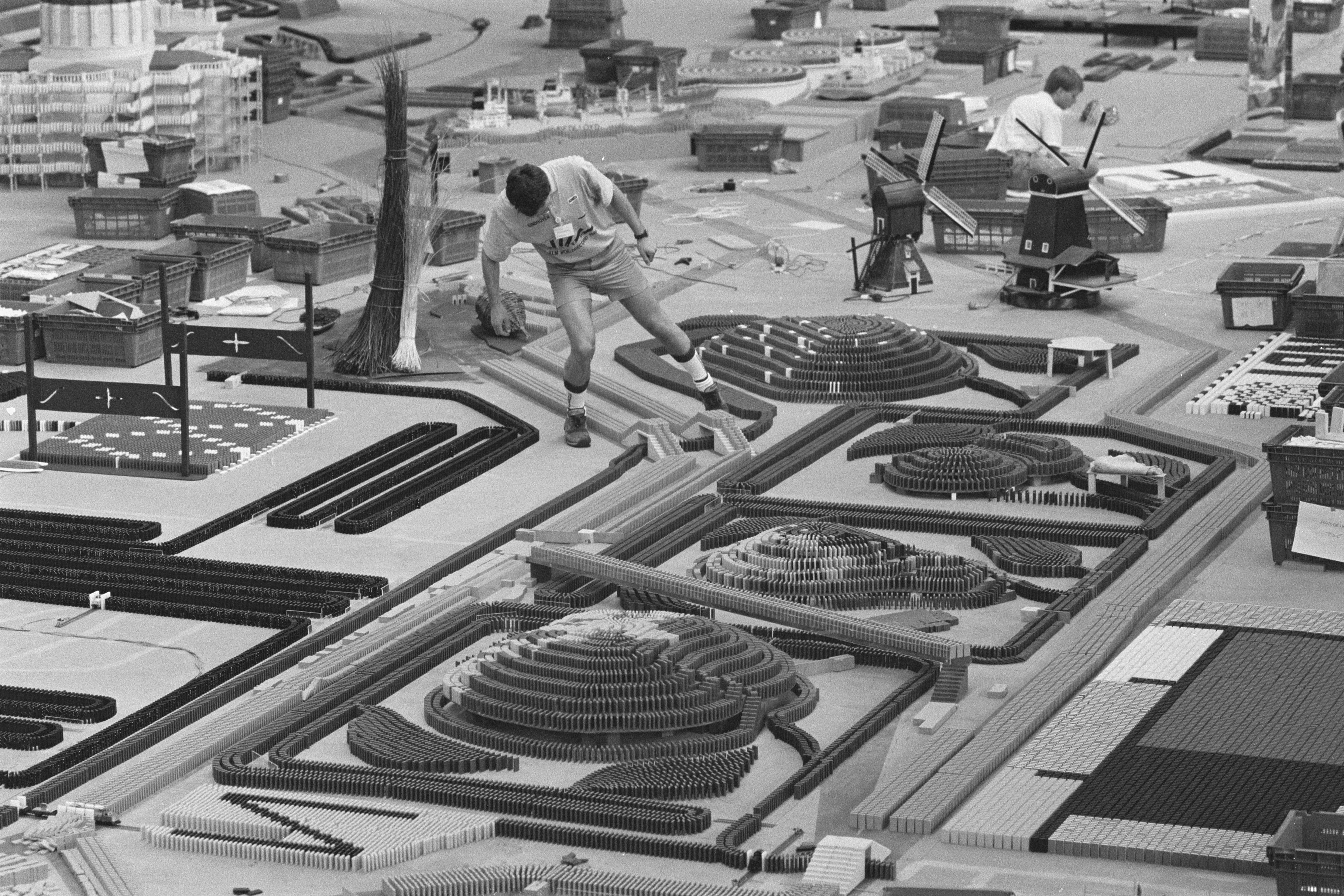
Aufbau zur ersten Domino-Veranstaltung (Domino 1986) in Lisse

Bereits vor 1998 hatte es zwei entsprechende Veranstaltungen der Weijers Domino Productions gegeben, die jedoch noch nicht als Domino Days benannt waren. Der Rekord von 1988 war gleichzeitig jener, welcher beim ersten Domino Day 1998 gebrochen wurde.
| Datum             | Ort                   | Motiv                                       | Auslöser              | aufgebaute Steine | gefallene Steine | gefallene Steine | Neuer Weltrekord? |
| Datum             | Ort                   | Motiv                                       | Auslöser              | aufgebaute Steine | absolut          | Prozent          | Neuer Weltrekord? |
| ----------------- | --------------------- | ------------------------------------------- | --------------------- | ----------------- | ---------------- | ---------------- | ----------------- |
| 27. Dezember 1986 | Lisse                 | Niederländische Landschaften                | Sergio Orlandini      | 1.250.000         | 0.755.836        | 60,46 %          | Ja                |
| 02. Januar 1988   | Rosmalen (Minimundus) | Europe in Domino (Europäische Gemeinschaft) | Patrick van der Wijst | 1.500.000         | 1.382.101        | 92,14 %          | Ja                |

| Datum             | Ort                              | Motto                                                                      | Auslöser                                               | aufgebaute Steine | gefallene Steine | gefallene Steine | Neuer Weltrekord? |
| Datum             | Ort                              | Motto                                                                      | Auslöser                                               | aufgebaute Steine | absolut          | Prozent          | Neuer Weltrekord? |
| ----------------- | -------------------------------- | -------------------------------------------------------------------------- | ------------------------------------------------------ | ----------------- | ---------------- | ---------------- | ----------------- |
| 28. August 1998   | Leeuwarden (FEC-Halle)           | Visionland                                                                 | Linda de Mol                                           | 2.300.000         | 1.605.757        | 69,82 %          | Ja                |
| 05. November 1999 | Zuidlaren (Prins-Bernhard-Halle) | Europa ohne Grenzen                                                        | Hans Klok                                              | 2.500.000         | 2.472.480        | 98,90 %          | Ja                |
| 03. November 2000 | Zuidlaren (Prins-Bernhard-Halle) | Reaktion                                                                   | Lionel Richie                                          | 3.112.000         | 2.977.678        | 95,68 %          | Ja                |
| 16. November 2001 | Maastricht (Mecc-Halle)          | Bridging the World                                                         | Kylie Minogue                                          | 3.750.000         | 3.540.562        | 94,41 %          | Ja                |
| 15. November 2002 | Leeuwarden (FEC-Halle)           | Expressions 4 Millions                                                     | Nick Carter                                            | 4.000.000         | 3.847.295        | 96,18 %          | Ja                |
| 12. November 2004 | Leeuwarden (FEC-Halle)           | Challenges                                                                 | Robin Paul Weijers (zunächst Shania Twain)             | 4.250.000         | 3.992.397        | 93,94 %          | Ja                |
| 18. November 2005 | Leeuwarden (FEC-Halle)           | Theatre of Eternal Stories                                                 | Anastacia                                              | 4.321.000         | 4.002.136        | 92,62 %          | Ja                |
| 17. November 2006 | Leeuwarden (FEC-Halle WTC-Expo)  | Music in Motion                                                            | Kim Wilde                                              | 4.400.000         | 4.079.381        | 92,71 %          | Ja                |
| 16. November 2007 | Leeuwarden (FEC-Halle WTC Expo)  | Falling into Life                                                          | Katie Melua                                            | 4.500.000         | 3.671.465        | 81,59 %          | Nein              |
| 14. November 2008 | Leeuwarden (FEC-Halle WTC Expo)  | Celebrating 10 years of Domino Day – Breaking more World Records than ever | Salima Anita Peippo                                    | 4.500.000         | 4.345.027        | 96,56 %          | Ja                |
| 13. November 2009 | Leeuwarden (FEC-Halle WTC Expo)  | The World in Domino – The Show with the Flow                               | Jeroen de Meij (Gewinner des öffentlichen Wettbewerbs) | 4.800.000         | 4.491.863        | 93,58 %          | Ja                |

Domino D-Day 1998
Am 28. August 1998 wurde die Sendung zum ersten Mal ausgestrahlt. 2,25 Millionen Dominosteine wurden von den Helfern in der FEC-Halle in Leeuwarden zum Thema „Visionland“ aufgestellt. Angestoßen wurde der erste Stein von Linda de Mol. Es fielen nur rund 70 % der Steine (1.605.757 Stück) um. Trotzdem wurde der bis dorthin gültige Rekord von 1.382.101 Dominosteinen gebrochen. Diese Veranstaltung hieß in den Niederlanden Domino D-Day. RTL änderte diesen Titel für die deutsche Liveübertragung jedoch in Domino Day ab, da ihnen die Anspielung auf den 6. Juni 1944 (D-Day) unpassend schien. Nachdem für das Jahr 1999 eine Fortsetzung gesichert war, baten die Deutschen, lediglich den Zusatz Day zu verwenden.
Domino Day 1999
Unter dem Titel Europa ohne Grenzen wurden in der Prins-Bernhard-Halle in Zuidlaren 50 Projekte mit insgesamt 2,5 Millionen Dominosteinen aufgestellt. Auch der Fall der Berliner Mauer wurde inszeniert. Bei diesem Domino Day gab es sogar zwei Rekorde. Einmal ein neuer Weltrekord mit 2.472.480 Steinen (98,90 % der aufgebauten sind also gefallen) und den Rekord für das größte Dominofeld („Largest domino mosaic“) mit knapp 700.000 Dominosteinen. Hier ereignete sich im Vorfeld der Show ein besonderer und bisher einzigartiger Vorfall: Ein Kameramann räumte mit seinem Kabelträger die Verbindungslinie zum genannten Rekordfeld ab. Nur die letzten geschlossenen Sperren konnten das Feld noch schützen, sonst wäre der Rekordversuch vor dem eigentlichen Umfallen schon so gut wie gescheitert gewesen. Aufbauer konnten die Linien noch vor Start der Sendung reparieren, so dass anschließend alles planmäßig verlief. Offizieller Auslöser der Kettenreaktion war der niederländische Magier und Illusionist Hans Klok.
Domino Day 2000
Japanische Dominoaufbauer hatten in der Millenniumnacht einen neuen Rekord mit 2.751.518 gefallenen Steinen aufgestellt. Ein Grund mehr, dass Robin Paul Weijers einen weiteren Rekordversuch plante und umsetzte. Diesmal durfte Lionel Richie die bis dahin größte Kettenreaktion in Gang setzen. Insgesamt 3.112.000 Dominosteine (in Anlehnung an das Datum des Domino Days, den 3. November 2000) wurden unter dem Thema Reaktion aufgestellt. Mit 2.977.678 gefallenen Steinen (rund 96 %) wurde in der Prins-Bernhard-Halle in Zuidlaren ein neuer Weltrekord erreicht.
Domino Day 2001Nach einem erneuten Rekord der Chinesen und Japaner von 3.407.535 Steinen gab es in der Mecc-Halle in Maastricht einen weiteren Rekordversuch mit 3.750.000 Dominosteinen in zehn verschiedenen Farbwelten unter dem Motto Bridging the World:
1. Grün (Natur, Tiere)
2. Blau (Meer, Weltraum)
3. Weiß (Schnee/Eis)
4. Braun (Herbst, Vergangenheit)
5. Pink (Märchen, Süßigkeiten)
6. Gelb (Sonne, Sommer, Kinder)
7. Rot (Emotionen, Teufel)
8. Schwarz (Grusel, Illusionen)
9. Lila (Theater, Phantasie)
10. Grau (Großstadt, Arbeit)

Kylie Minogue stieß den ersten Stein. Mit 3.540.562 umgefallenen Steinen (94,41 %) konnte wieder ein neuer Weltrekord aufgestellt werden.
Domino Day 2002
In diesem Jahr galt es, den im vorherigen Jahr aufgestellten und daher eigenen Rekord unter dem Motto Expressions 4 Millions zu brechen. Das Motto war eine Anlehnung an die aufgestellte Steineanzahl in Höhe von 4.000.000, wobei Nick Carter den letzten der vier Millionen Steine auf eine riesige Waagschale aufstellte, sodass die Waage auf der gegenüberliegenden Seite hinauf ging und somit die Kettenreaktion in Gang setzte. Zwei Stunden später stand ein neuer Domino-Weltrekord mit 3.847.295 gefallenen Steinen (96,18 %) fest.
Im Fernsehen verfolgten 12,62 Millionen Zuschauer die Fernsehübertragung des Domino Days.
Domino Day 2003
2003 war das einzige Jahr innerhalb der 12-jährigen Geschichte, in welchem kein Domino Day stattfand, weil ein Vierjahresvertrag mit der Produktionsgesellschaft Endemol nicht rechtzeitig verlängert werden konnte.
Domino Day 2004
Unter dem Thema Challenges wurden in diesem Jahr 4.250.000 Dominosteine aufgestellt. Die Sängerin Shania Twain stieß den ersten Stein an. Nach einigen Metern war allerdings schon Schluss. Der Jojo-Stein kam nicht bis ganz nach unten und es musste erneut angestoßen werden, was Weijers persönlich übernahm. Die zuvor gefallenen Dominos wurden nicht mitgezählt. Nach diesem Anstoß fielen noch genau 3.992.397 Steine (93,94 %) – erneuter Weltrekord. Beim Domino Day 2004 gab es die ersten drei Aufbauerherausforderungen („Builders Challenges“), von denen nur eine gelang. Außerdem wurden sechs Felder aus den vergangenen Jahren, die nicht funktioniert haben, etwas abgeändert wiederholt und an diesem Tag geschafft:
- 1998: Bienen und Blumen (als Wassertropfen), E=mc², Die Kleinen Träume
- 2000: Reise durchs All
- 2001: Kamera-Bungee
- 2002: Aquarium

Den Dominoday 2004 verfolgten insgesamt 7,57 Millionen Zuschauer, in der werberelevanten Zielgruppe der 14- bis 49-Jährigen waren es 3,89 Millionen Zuschauer.
Domino Day 2005In dem Jahr wurden 4.321.000 Dominosteine in der FEC-Halle in Leeuwarden aufgebaut. Sogar die 2500 Quadratmeter große Empore musste mit einbezogen werden, um eine Gesamtfläche von 10.000 Quadratmeter bebauen zu können. Hier wurden unter dem Thema „Theatre of Eternal Stories“ (dt.: „Theater der unendlichen Geschichten“)
Folgende Geschichte wurden aufgebaut:
1. Der japanische Steinmetz
2. Pinocchio
3. Arche Noah (Herausforderung)
4. Die Abenteuer des Tom Sawyer
5. Robin Hood
6. Troja
7. Don Quijote (Herausforderung)
8. Van den vos Reynaerde
9. Faust
10. Svantevid
11. 20.000 Meilen unter dem Meer
12. Der Glöckner von Notre-Dame
13. Hamlet (Herausforderung)

Dieses Mal durfte die Pop-Sängerin Anastacia den ersten 2 × 1 m großen Dominostein anstoßen (die nachfolgenden Steine hatten die übliche Größe). Es fielen an diesem Abend genau 4.002.136 Steine (92,62 %). Die am Ende der Übertragung präsentierte Zahl von 4.155.476 wurde später vom Notar nach unten korrigiert, weil in der letzten Challenge versehentlich durch Zittern eines Aufbauers erneut angestoßen wurde. Für Aufregung sorgte in diesem Jahr ein in die Halle eingedrungener Haussperling, der 23.000 Steine kippen ließ und später erschossen wurde. Heute steht der „Domino-Spatz“ in einem Naturkundemuseum, wo man ihn auf eine Kiste Dominosteine stellte.
Insgesamt verfolgten 7,85 Millionen Zuschauer bei einem Marktanteil von 26,1 Prozent die Ausstrahlung des Rekordversuchs ab 21 Uhr auf RTL. In der werberelevanten Zielgruppe waren es 4,18 Millionen bei 34,3 Prozent Marktanteil. Zuvor wurde mit Frauke Ludowig eine Vorberichterstattung gesendet, die insgesamt 6,11 Millionen Zuschauer (18,9 Prozent Marktanteil) und 5,77 Millionen Zuschauer (26,8 Prozent Marktanteil) der 14- bis 49-Jährigen erreichte.
Domino Day 2006
4.400.000 Dominosteine wurden erneut in der FEC-Halle Leeuwarden unter dem Motto Music in Motion (dt. „Musik in Bewegung“) aufgestellt. Überthemen waren verschiedene Stilrichtungen der Musik: unter anderem
1. Rock ’n Roll
2. Klassische Musik (Classic Music)
3. Pop Star
4. Schlager
5. 1920er Jahre (Roaring 20s)
6. Flower Power
7. Weltmusik (World Music)
8. Hip-Hop
9. Disco (Disco Fever)

So waren im Laufe der Show Komponisten wie Mozart oder Künstler wie Michael Jackson und die Village People mit Hilfe vieler der Dominosteine dargestellt. Der erste Dominostein wurde von Kim Wilde ausgelöst.
Insgesamt konnte am 17. November 2006 mit 4.079.381 umgefallenen Steinen ein neuer Weltrekord erreicht werden.
Domino Day 2007
Der Domino Day 2007 fand am 16. November 2007 erneut in der FEC-Halle in Leeuwarden statt. Thema war Falling into Life mit 4.500.000 aufgebauten Dominosteinen. Der erste wurde von Katie Melua angestoßen.
In je drei bis sechs Dominobildern wurden neun verschiedene Lebensabschnitte gezeigt:
1. Liebe
2. Spaß haben
3. Träumen
4. Kommunikation
5. Konsum/Geld
6. Loslassen / zur Ruhe finden
7. Heranwachsen/Entwickeln
8. Kampf/Scheitern
9. Reisen/Entdecken

Mit 3.671.465 gefallenen Steinen konnte in diesem Jahr erstmals der bestehende Weltrekord nicht verbessert werden. Es fielen nur 81,59 % der aufgebauten Steine, die zweitniedrigste Quote nach 1998 in der Domino-Day-Geschichte. Da die letzte Builders-Challenge scheiterte, blieb das Final-Feld mit 400.000 Steinen stehen. Doch selbst wenn dieses Feld gefallen wäre, hätte es nicht mehr zu einem neuen Rekord gereicht.
Insgesamt sahen 6,06 Millionen Zuschauer den Domino Day 2007 (21,4 Prozent Marktanteil) die Ausstrahlung des Rekordversuchs RTL. In der werberelevanten Zielgruppe waren es 3,2 Millionen bei 28,6 Prozent Marktanteil.
Domino Day 2008
Der Weltrekordversuch im Jahre 2008 fand am 14. November zum siebten Mal in der FEC-Halle in Leeuwarden statt. Das Motto lautete Celebrating 10 years of Domino Day – Breaking more World Records than ever (dt.: „Wir feiern zehn Jahre Domino-Day – Wir brechen mehr Weltrekorde als je zuvor“). Mit den Weltrekorden waren zehn Disziplinen gemeint, die in der Show zusätzlich aufgestellt oder gebrochen wurden. Dabei wurden bei Guinness World Records neun neue Kategorien eingeführt. Der erste Stein wurde von Salima Anita Peippo, einer Hochseilartistin, angestoßen. Mit 4.345.027 von 4.500.000 Steinen fielen nahezu alle Steine und das Team stellte auch einen neuen Weltrekord für die längste Domino-Kettenreaktion auf. Bereits im Vorfeld der Sendung gelang ein neuer Weltrekord: Ein Kreis von neunhundert Steinen sollte permanent in Bewegung gehalten werden. Jeder der Helfer hatte daher fünfzehn Steine innerhalb von dreißig Sekunden immer wieder aufzubauen. Dies gelang über 35 Minuten und 22 Sekunden.
Die weiteren zehn Rekorde:
1. Die meisten Steine, die auf einem einzelnen, normal stehenden Dominostein gestapelt wurden (728 Steine, einer mehr als beim bisherigen Weltrekord eines Deutschen, musste eine Stunde lang stehen bleiben) – wurde gebrochen
2. Das größte 3D-Domino-Gebäude – wurde gebrochen
3. Die kleinsten Dominos – wurde gebrochen
4. Die größten Dominos – wurde gebrochen
5. Das größte Domino-Feld (eine Million Steine) – wurde gebrochen
6. Die längste Domino-Wall – wurde gebrochen
7. Die größte Kettenreaktion – wurde gebrochen
8. Die größte Spirale – wurde gebrochen
9. Der (relativ zum Boden) am höchsten stehende Dominostein der gefallen ist – wurde gebrochen
10. Die schnellsten Steine – wurde gebrochen (die Steine waren die schnellsten Steine der Welt, konnten aber nicht den Olympiasprinter Churandy Martina überholen)

Viele der aufgezählten Nebendisziplinen sind heute zum Teil bereits mehrfach von anderen Domino-Aufbauern überboten.
Domino Day 2009
Das bisher letzte Event fand am Freitag, dem 13. November 2009, statt. Es wurden 4,8 Millionen Dominosteine aufgestellt. Das Thema des Domino Days lautete The World in Domino – The Show With The Flow („Die Welt in Domino“).
Es gab insgesamt sieben Themenbereiche:
1. Nordamerika (The American Dream; dt. „Der amerikanische Traum“)
2. Südamerika (Latin Extravaganza; dt. „Lateinamerikanische Extravaganz“)
3. Afrika (The African Life; dt. „Das afrikanische Leben“)
4. Europa (Colours of Europe; dt. „Farben Europas“)
5. Asien (Balancing Yin and Yang; dt. „Ausbalancieren von Yin und Yang“)
6. Antarktis (Rough Ice; dt. „Raues Eis“)
7. Ozeanien (Sun, Sand and Sealife; dt. „Sonne, Sand und Meeresleben“)

Insgesamt ließ Weijers vier Builders Challenges durchführen, die den vier Elementen Erde, Feuer, Luft und Wasser gewidmet waren. Die letzte Challenge war die schwierigste, da die Dominosteine hier im Feuer aufgestellt werden mussten. Die Aufbauer trugen zu diesem Zweck spezielle Schutzkleidung und Helme mit Gesichtsschutz, die Steine wurden mit Zangen aufgestellt. Trotz dieser Schwierigkeit war es die einzige Challenge, die gelöst werden konnte, wodurch das Schlussfeld mit 500.000 Steinen größtenteils umfiel. Am Ende der Übertragung wurde ein neuer Rekord mit 4.491.863 Steinen bekanntgegeben, wodurch der bisherige Rekord aus 2008 um 146.836 übertroffen wurde.
Am Samstag, dem 7. November 2009, fand die erste Championship Domino Building statt. Bei dem Wettbewerb wurde der Auslöser für den Domino Day 2009 ausgewählt, durchsetzen konnte sich im Finale Jeroen de Meij. Er hat von allen Bewerbern die meisten Steine in einer Linie innerhalb von 2 Minuten aufgestellt.
2010
In diesem Jahr fand kein Domino Day statt. Es habe das zugesagte Budget trotz interessierter Sponsoren nicht ausgereicht.
2011
Auch hier fand kein Domino Day statt. RTL-Sprecherin Anke Eickmeyer teilte im April mit, dass für das Jahr 2011 keine Ausstrahlung geplant ist.
2012
Im November 2012 fand erneut kein Domino Day statt, da die Finanzierung der Veranstaltung nicht gesichert sei. Dies teilte RTL-Sprecherin Eickmeyer am 25. Januar 2012 mit.
2013
Am 26. Februar 2013 wurde der „Domino Day“ wegen „ungeklärter finanzieller und organisatorischer Fragen“ zum vierten Mal in Folge abgesagt. Seitdem fand kein weiterer Rekordversuch mehr statt. Im Rahmen der „30 Jahre RTL Jubiläumsshow“ am 17. und 18. Dezember 2013 scheiterte ein Weltrekordversuch für den am längsten in Bewegung gehaltenen Dominokreis. Der bei dem Domino Day 2009 aufgestellte bisherige Weltrekord wurde nicht übertroffen.
2014
Am 4. April 2014 wurde auf dem französischen Sender D8 (heute C8) eine von Endemol produzierte Sonderausgabe gesendet, in der Projekte aus verschiedenen Jahren des Domino Day zusammengefasst wurden. Als Moderatorin fungierte Valérie Bénaïm. Aufgrund guter Einschaltquoten gab es mehrere Wiederholungen in der Hauptsendezeit (1. November 2014, Silvesterabend 2014, 25. April 2015 sowie am 26. September 2015).
2019
In einem Interview mit dem Medienmagazin DWDL vom 4. September 2019 stellte Jörg Graf, Geschäftsführer RTL, die Rückkehr des Domino Day in Aussicht.
2020
Die niederländische Niederlassung von EndemolShine veröffentlichte im Februar 2020 Stellenanzeigen sowie ein Formular für Aufbauer eines geplanten Domino Days 2020. Am 6. Februar 2020 gab RTL bekannt, dass der Domino Day im Herbst zurück auf den Bildschirm kehren wird. Am 8. September 2020 teilten RTL und das Produktionsunternehmen EndemolShine mit, dass der Domino Day auch nicht im Frühjahr 2021 zurückkehren wird. „Der Domino Day ist ein kostspieliges Projekt und angesichts der Umstände der Corona-Krise ist das finanzielle Risiko zu groß“, teilte das Produktionsunternehmen gegenüber RTL Boulevard mit.

## Internationale Ausstrahlung
Der Domino Day wurde neben Deutschland und Österreich in mehreren Ländern gesendet, teilweise als Liveübertragung.
| Land                   | Titel                                         | Moderation                                                                    | TV-Sender                        | Live | Jahr(e)   |
| ---------------------- | --------------------------------------------- | ----------------------------------------------------------------------------- | -------------------------------- | ---- | --------- |
| Belgien                | Domino D-Day (1998) Domino Day                | Stefan Van Loock                                                              | vtm                              | Ja   | 1998–2009 |
| Frankreich             | Domino Day – Record du monde                  | Denis Brogniart; Flavie Flament, Dave (2001–2005)                             | TF1 (2001–2005), TMC (2006–2009) | Ja   | 2001–2009 |
| Frankreich             | Domino Day – Les records les plus incroyables | Valérie Bénaïm                                                                | D8                               | Nein | 2014      |
| Griechenland           | Ημέρα του ντόμινο                             | Katerina Karavatou, Fotis Sergoulopoulos                                      | ANT1                             | Ja   | 2008–2009 |
| Kroatien               | Domino Day                                    | Antonija Mandić, Dorijan Klarić                                               | RTL Televizija                   | Ja   | 2005–2009 |
| Niederlande            | Domino D-Day (1998) Domino Day                | Hans Kraay, Jr., Wendy van Dijk (1998–2004), Nance (Nancy Coolen) (2005–2009) | SBS 6, NET 5 (1999)              | Ja   | 1998–2009 |
| Polen                  | Dzień Domina                                  | –                                                                             | TVN                              | Ja   | 2005–2009 |
| Russland               | День Домино                                   | Egor Pirogov                                                                  | REN                              | Nein | 2005–2009 |
| Slowakei               | Domino Day                                    | Mateja Cifru                                                                  | TV JOJ                           | Ja   | 2007–2009 |
| Spanien                | Domino Day                                    | Constantino Romero (2001–2002), Carlos Sobera (2004–2007)                     | Antena 3                         | Nein | 2001–2007 |
| Ungarn                 | Dominó Nap                                    | Zoltán Szujó, Éva Horváth                                                     | RTL Klub                         | Ja   | 2000–2009 |
| Vereinigtes Königreich | Domino Day                                    | Christian Stevenson                                                           | Channel 5                        | Nein | 2005–2009 |
| Vereinigte Staaten     | Domino Day 2001                               | Rich Eisen                                                                    | ABC                              | Nein | 2001      |